# Ságuas Moraes
Ságuas Moraes Sousa, (Mineiros , 11 de abril de 1963), é um político brasileiro, do estado do Mato Grosso.

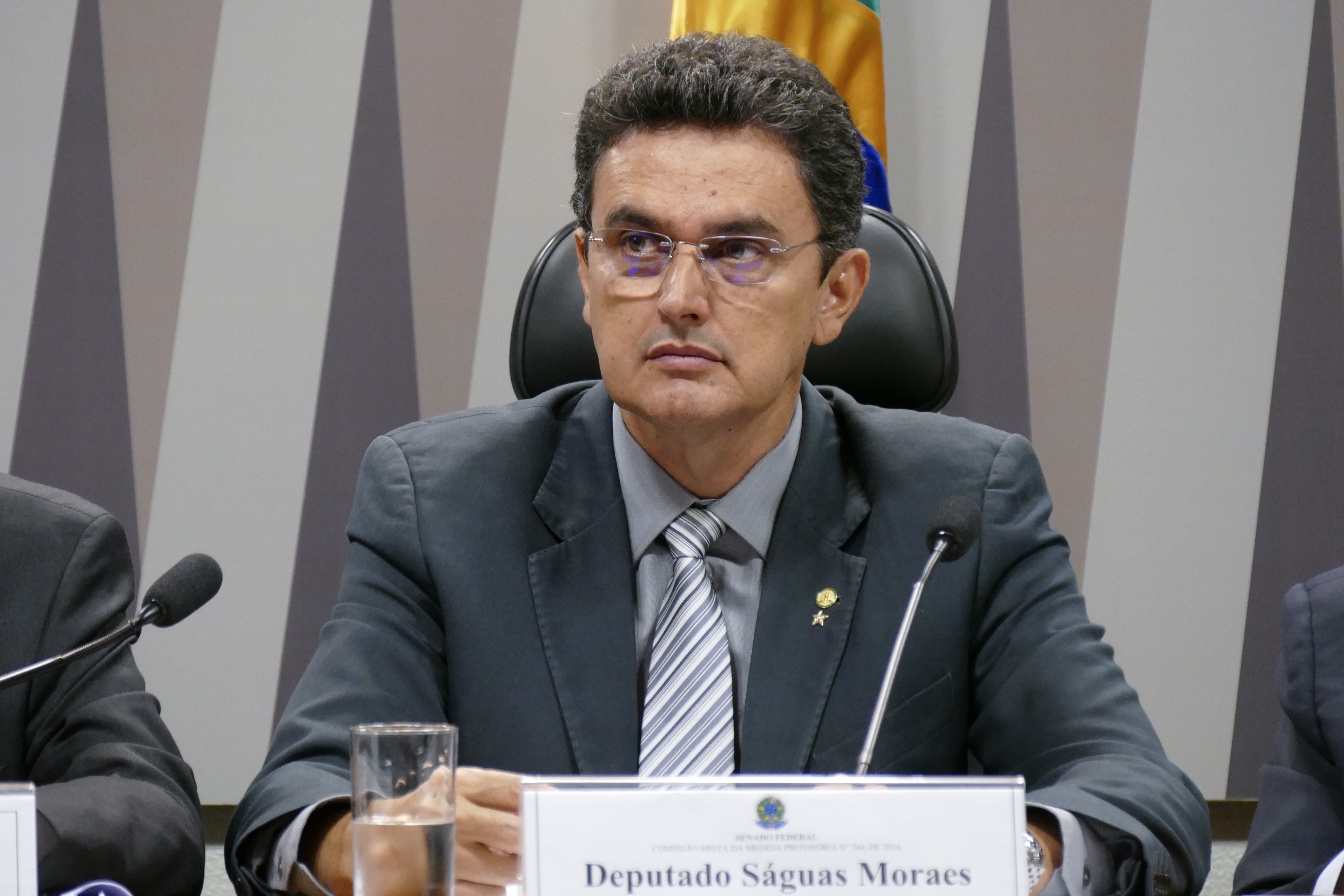

## Biografia
Foi eleito deputado federal em 2014, para a 55.ª legislatura (2015-2019), pelo PT. Votou contra Processo de impeachment de Dilma Rousseff. Posteriormente, votou contra a PEC do Teto dos Gastos Públicos. Em abril de 2017 foi contrário à Reforma Trabalhista.
Em agosto de 2017 votou a favor do processo em que se pedia abertura de investigação do então Presidente Michel Temer, ajudando a não arquivar a denúncia do Ministério Público Federal, porém o resultado fora o arquivamento.